# Ligabuesaurus
Ligabuesaurus là một chi khủng long, được Bonaparte González-Riga (as González Riga) & Apesteguía mô tả khoa học năm 2006.